# Boris Khaïkine
Boris Emmanouïlovitch Khaïkine (en russe : Борис Эммануилович Хайкин), né à Minsk, alors Empire russe, le 26 octobre 1904 et mort à Moscou le 10 mai 1978, est un chef d'orchestre soviétique.
Il était directeur musical du Petit Opéra de Léningrad de 1936 à 1943 avant de devenir chef principal du Théâtre Kirov de 1944 à 1953. Il devint chef principal invité du Théâtre Bolchoï de Moscou en 1954. Khaïkine est surtout connu pour ses deux enregistrements particulièrement réussis de La Khovanchtchina de Modeste Moussorgski (1946, avec Léningrad et Mark Reizen ; 1972, avec Moscou et Irina Arkhipova), mais il a également enregistré la plupart des opéras et ballets de Tchaïkovski.

## Titres et récompenses
- Artiste du peuple de l'URSS : 1972
- prix Staline de 1er classe : 1946, pour le spectacle d'opéra Iolanta de Piotr Ilitch Tchaïkovski
- prix Staline de 1er classe : 1946, pour le spectacle d'opéra La Pucelle d'Orléans  de Dmitri Kabalevski
- prix Staline de 2e classe : 1951, pour le spectacle d'opéra La Khovanchtchina de Modeste Moussorgski
- Ordre du Drapeau rouge du Travail : 1939
- Ordre de la révolution d'Octobre : 1974